# Byblis bathyalis
Byblis bathyalis är en kräftdjursart som beskrevs av J. L. Barnard 1966. Byblis bathyalis ingår i släktet Byblis och familjen Ampeliscidae. Inga underarter finns listade i Catalogue of Life.